# Hydropsalis
Hydropsalis là một chi chim trong họ Caprimulgidae.

## Các loài
- Hydropsalis cayennensis.
- Hydropsalis climacocerca.
- Hydropsalis maculicaudus.
- Hydropsalis torquata.